# Uogólniona funkcja logistyczna

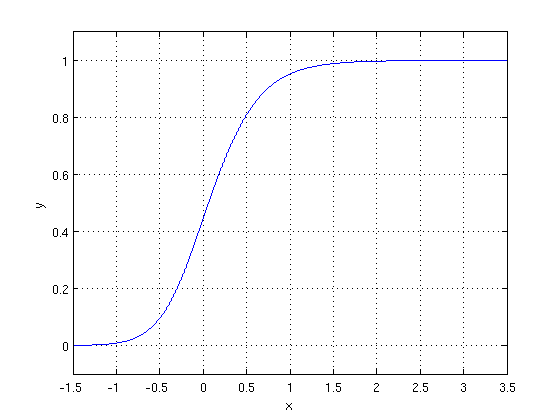

Efekt zmiany parametru A. Wszystkie pozostałe parametry wynoszą 1.

Efekt zmiany parametru B. A = 0, wszystkie pozostałe parametry wynoszą 1.

Efekt zmiany parametru C. A = 0, wszystkie pozostałe parametry wynoszą 1.

Efekt zmiany parametru K. A = 0, wszystkie pozostałe parametry wynoszą 1.

Efekt zmiany parametru Q. A = 0, wszystkie pozostałe parametry wynoszą 1.

Wpływ zmiany parametru. A = 0, wszystkie pozostałe parametry wynoszą 1.

Uogólniona funkcja (lub krzywa) logistyczna – funkcja generująca krzywe w kształcie litery S. Jest rozszerzeniem funkcji logistycznej. Została opracowana jako model wzrostu populacji i rozprzestrzeniania się zjawisk przez biologa F. J. Richardsa w 1959, stąd czasem nazywana jest  krzywą Richardsa.

## Definicja
Uogólniona funkcja logistyczna ma następującą postać:
{\displaystyle Y(t)=A+{K-A \over (C+Qe^{-Bt})^{1/\nu }}}
Gdzie {\displaystyle Y} to wybrana miara badanego zjawiska, zaś {\displaystyle t} to czas. Krzywa ma sześć parametrów:
- {\displaystyle A} – lewa asymptota pozioma;
- {\displaystyle K} – prawa asymptota pozioma, jeżeli {\displaystyle C=1}; jeśli {\displaystyle A=0} i {\displaystyle C=1}, {\displaystyle K} nazywa się pojemnością środowiska;
- {\displaystyle B} – tempo wzrostu;
- {\displaystyle \nu >0}  – parametr wpływający na to, w pobliżu której asymptoty występuje maksymalny wzrost.
- {\displaystyle Q} – parametr powiązany z wartością {\displaystyle Y(0)}
- {\displaystyle C} – parametr zazwyczaj przyjmujący wartość 1. W przeciwnym razie prawa asymptota to {\displaystyle A+{K-A \over C^{\,1/\nu }}}

Równanie może również być zapisane w formie:
{\displaystyle Y(t)=A+{K-A \over (C+e^{-B(t-M)})^{1/\nu }}}
gdzie {\displaystyle M} może być traktowane jako moment początkowy, w którym {\displaystyle Y(M)=A+{K-A \over (C+1)^{1/\nu }}}. 
Wreszcie, zapis zawierający zarówno parametr {\displaystyle Q}, jak i  {\displaystyle M} może okazać się wygodny:
{\displaystyle Y(t)=A+{K-A \over (C+Qe^{-B(t-M)})^{1/\nu }}}
Takie sformułowanie ułatwia ustawienie zarówno czasu początkowego, jak i wartości {\displaystyle Y} w tym czasie.
Jeżeli {\displaystyle Q=\nu =1}, otrzymamy funkcję logistyczną z punktem przegięcia w czasie {\displaystyle M}.

## Równanie różniczkowe
Szczególnym przypadkiem uogólnionej funkcji logistycznej jest:
{\displaystyle Y(t)={K \over (1+Qe^{-\alpha \nu (t-t_{0})})^{1/\nu }}},
co jest rozwiązaniem równania różniczkowego Richardsa (RDE):
{\displaystyle Y^{\prime }(t)=\alpha \left(1-\left({\frac {Y}{K}}\right)^{\nu }\right)Y}
z warunkiem początkowym
{\displaystyle Y(t_{0})=Y_{0}}
gdzie
{\displaystyle Q=-1+\left({\frac {K}{Y_{0}}}\right)^{\nu }}
pod warunkiem że {\displaystyle \nu >0} i {\displaystyle \alpha >0}
Klasyczne logistyczne równanie różniczkowe jest szczególnym przypadkiem powyższego równania, gdzie {\displaystyle \nu } = 1, natomiast krzywą Gompertza można odzyskać w granicy {\displaystyle \nu \rightarrow 0^{+}} pod warunkiem że:
{\displaystyle \alpha =O\left({\frac {1}{\nu }}\right)}
W rzeczywistości dla małego {\displaystyle \nu }
{\displaystyle Y^{\prime }(t)=Yr{\frac {1-\exp \left(\nu \ln \left({\frac {Y}{K}}\right)\right)}{\nu }}\approx rY\ln \left({\frac {Y}{K}}\right)}
Równanie różniczkowe Richardsa umożliwia modelowanie wielu zjawisk wzrostu, pojawiających się w takich dziedzinach, jak onkologia i epidemiologia.

## Gradient uogólnionej funkcji logistycznej
Przy estymacji parametrów na podstawie danych często konieczne jest obliczenie pochodnych cząstkowych funkcji logistycznej względem parametrów w danym punkcie danych {\displaystyle t} (patrz). Jeżeli {\displaystyle C=1}, mamy:
{\displaystyle {\begin{aligned}\\{\frac {\partial Y}{\partial A}}&=1-(1+Qe^{-B(t-M)})^{-1/\nu }\\\\{\frac {\partial Y}{\partial K}}&=(1+Qe^{-B(t-M)})^{-1/\nu }\\\\{\frac {\partial Y}{\partial B}}&={\frac {(K-A)(t-M)Qe^{-B(t-M)}}{\nu (1+Qe^{-B(t-M)})^{{\frac {1}{\nu }}+1}}}\\\\{\frac {\partial Y}{\partial \nu }}&={\frac {(K-A)\ln(1+Qe^{-B(t-M)})}{\nu ^{2}(1+Qe^{-B(t-M)})^{\frac {1}{\nu }}}}\\\\{\frac {\partial Y}{\partial Q}}&=-{\frac {(K-A)e^{-B(t-M)}}{\nu (1+Qe^{-B(t-M)})^{{\frac {1}{\nu }}+1}}}\\\\{\frac {\partial Y}{\partial M}}&=-{\frac {(K-A)QBe^{-B(t-M)}}{\nu (1+Qe^{-B(t-M)})^{{\frac {1}{\nu }}+1}}}\\\end{aligned}}}

## Specjalne przypadki
Następujące funkcje są konkretnymi przypadkami krzywych Richardsa:
- funkcja logistyczna
- krzywa Gompertza
- funkcja von Bertalanffy’ego(inne języki)